# Vrbovo Posavsko
Vrbovo Posavsko je naseljeno mjesto u Republici Hrvatskoj u Zagrebačkoj županiji. 

## Zemljopis
Administrativno je u sastavu općine Orle. Naselje se proteže na površini od 4,32 km².

## Stanovništvo
Prema popisu stanovništva iz 2011. godine u Vrbovu Posavskom žive 152 stanovnika i to u 57 kućanstava. Gustoća naseljenosti iznosi 35 st./km².
| broj stanovnika | 343   | 367   | 405   | 432   | 453   | 410   | 391   | 381   | 328   | 326   | 268   | 236   | 207   | 151   | 154   | 152   | 150   |
|                 | 1857. | 1869. | 1880. | 1890. | 1900. | 1910. | 1921. | 1931. | 1948. | 1953. | 1961. | 1971. | 1981. | 1991. | 2001. | 2011. | 2021. |